# 120-я стрелковая дивизия (1-го формирования)
120-я стрелковая дивизия — воинское соединение Вооружённых сил СССР в Великой Отечественной войне
Сформирована в Орле и Ливнах на базе частей 19-й стрелковой дивизии и 35-й запасной стрелковой бригады к весне 1940 года.
В действующей армии с 15 июля по 16 сентября 1941 года.
С 28 июня 1941 года начала переброску в Брянск и к 10 июля 1941 года почти полностью сосредоточилась в районе Новоселки где приступила к созданию оборонительного рубежа.
15 июля 1941 года переброшена в район 20 км юго-восточнее Ельни, 22 июля 1941 года принимает первый бой в районе с. Пронино. В течение июля — сентября 1941 года участвовала в контрударах и Ельнинской наступательной операции. 16 сентября 1941 года на станциях Павлиново и Спас-Деменск погружена в эшелоны и отправлена в резерв Ставки ВГК.
26 сентября 1941 года преобразована в 6-ю гвардейскую стрелковую дивизию

## Подчинение
| На дату    | Фронт (округ)           | Армия      | Корпус                 | Группа |
| ---------- | ----------------------- | ---------- | ---------------------- | ------ |
| 01.06.1941 | Орловский военный округ | -          | 33-й стрелковый корпус | -      |
| 01.07.1941 | Резерв Ставки ГК        | 28-я армия | 33-й стрелковый корпус | -      |
| 10.07.1941 | Резерв Ставки ГК        | 28-я армия | 30-й стрелковый корпус | -      |
| 01.08.1941 | Резервный фронт         | 24-я армия | -                      | -      |
| 01.09.1941 | Резервный фронт         | 24-я армия | -                      | -      |

## Состав
- 401-й стрелковый полк
- 474-й стрелковый полк
- 540-й стрелковый полк
- 635-й артиллерийский полк
- 606-й гаубичный артиллерийский полк
- 180-й отдельный истребительно — противотанковый дивизион
- 105-й отдельный зенитный дивизион
- 150-я разведрота
- 193-й сапёрный батальон
- 224-й отдельный батальон связи
- 208-й медико-санитарный батальон
- 50-я отдельная рота химический защиты
- 187-я автотранспортный батальон
- 113-я полевая хлебопекарня
- 164-й корпусной ветеринарный лазарет
- 84-я полевая почтовая станция
- 81-я полевая касса Госбанка

## Командиры
- Петров Константин Иванович (01.07.1940 — 30.09.1941), генерал-майор[2].